# قصعين أريزوني
قصعين أريزوني (الاسم العلمي:Salvia arizonica) هو نوع نباتي يتبع جنس القصعين من فصيلة الشفوية.